# Tigon British Film Productions
Tigon British Film Productions est une société de production cinématographique britannique spécialisée dans les films d'exploitation à petit budget. Elle fut fondée par le producteur Tony Tenser en 1966.

## Filmographie
- 1967 : La Créature invisible de Michael Reeves
- 1968 : Le vampire a soif de Vernon Sewell
- 1968 : La Maison ensorcelée de Vernon Sewell
- 1968 : Le Grand Inquisiteur de Michael Reeves
- 1969 : Zeta One de Michael Cort
- 1969 : La Maison de l'épouvante de Michael Armstrong
- 1969 : The Body Stealers de Gerry Levy
- 1970 : La Vampire nue de Jean Rollin
- 1971 : Un colt pour trois salopards de Burt Kennedy
- 1971 : La Nuit des maléfices de Piers Haggard
- 1971 : Prince noir de James Hill
- 1971 : Le monstre des oubliettes de James Kelley
- 1972 : Doomwatch de Peter Sasdy
- 1973 : La Chair du diable de Freddie Francis

## Compléments